# بابر أعوان
ظهير الدين بابا أعوان (بالأردوية: ظہیر الدین بابر اعوان)‏ (27 يناير 1958-) هو سياسي باكستاني ومحامي كبير ومؤلف ومحلل وكاتب عمود وكاتب يساري شغل منصب مستشار رئيس الوزراء للشؤون البرلمانية من أبريل 2020 إلى 10 أبريل 2022، وقبل ذلك شغل منصب وزير القانون الاتحادي في مجلس الوزراء في عهد رئيس الوزراء الأسبق يوسف رضا الكيلاني. كما شغل منصب عضو مجلس الشيوخ الباكستاني الصغير عن مقاطعة البنجاب من عام 2012 إلى عام 2017.
يكتب وينشر بانتظام عن الفلسفة اليسارية. كما يكتب على نطاق واسع أعمدة سياسية في إحدى الصحف الأردية الرائدة: ديلي جنك، لدعم الديمقراطية الاجتماعية والعدالة الاجتماعية.